# ران ايتو
ران ايتو (باليابانية: 伊藤蘭؛ بالكانا: いとう らん) هي ممثلة يابانية، ولدت في 13 يناير 1955 في كيتشيجوجي في اليابان.

## وصلات خارجية
- ران ايتو على موقع IMDb (الإنجليزية)
- ران ايتو على موقع ميوزك برينز (الإنجليزية)
- ران ايتو على موقع ديسكوغز (الإنجليزية)
- ران ايتو على موقع قاعدة بيانات الفيلم (الإنجليزية)